# Nieulle-sur-Seudre
 Nieulle-sur-Seudre  es una comuna y población de Francia, en la región de Poitou-Charentes, departamento de Charente Marítimo, en el distrito de Rochefort y cantón de Marennes. Está integrada en la Communauté de communes du Bassin de Marennes.

## Demografía
| 531 | 535 | 534 | 515 | 506 | 643 |
| Para los censos de 1962 a 1999 la población legal corresponde a la población sin duplicidades (Fuente: INSEE [Consultar]) |     |     |     |     |     |